# Lytta malltiensis
Lytta malltiensis là một loài bọ cánh cứng trong họ Meloidae. Loài này được Heydon miêu tả khoa học năm 1886.